# Ixora blumei
Ixora blumei är en måreväxtart som beskrevs av Heinrich Zollinger och Alexandre Moritzi. Ixora blumei ingår i släktet Ixora och familjen måreväxter. Inga underarter finns listade i Catalogue of Life.